# نقاشی رنگ روغن

مونا لیزا, لئوناردو دا وینچی، c. ۱۵۰۳–۰۶

نقاشی رنگ روغن فرایند نقاشی با رنگ روغن است که از آمیختن رنگدانه‌ها به روغن به عنوان چسب و پیونده به‌دست می‌آید. روغن به کار رفته در رنگ روغن از مواد متفاوت و با روش‌های مختلف تولید می‌شود که رایج‌ترین آنها، روغن بزرک، روغن دانه خشخاش، روغن گردو و روغن گلرنگ است.
انتخاب نوع روغن با توجه به طیف وسیع خواص آن، مانند مقدار زمان زرد یا خشک شدن روغن صورت می‌گیرد. همچنین تفاوت‌های مشخص روغن‌ها در درخشندگی رنگ‌ها قابل مشاهده است. یک هنرمند ممکن است از چندین روغن مختلف در یک نقاشی بسته به نوع رنگدانه و اثرات مطلوب روغن‌ها استفاده کند. قلمو، سه‌پایه، پالت رنگ روغن و حلال بی‌بو از جمله لوازم مورد نیاز در نقاشی رنگ روغن است.

## تاریخچه
نخستین نمونه‌های نقاشی رنگ روغن نقش‌های بودا در غارهای بامیان (مناطق مرکزی افغانستان) است که در حدود سال‌های ۶۵۰ میلادی ترسیم شده‌است. استفاده از رنگ روغن توسط اروپایی‌ها در اروپای شمالی و از کشور هلند آغاز شد. در اوج رنسانس، تکنیک‌های نقاشی رنگ روغن تقریباً به‌طور کامل جایگزین استفاده از چسب‌رنگ شده بود که قبلاً در اکثر اروپا مورد علاقه بود.
در ایران ایلخانیان با تأسیس کارگاه‌های حکومتی و تأمین مواد و مصالح گران‌قیمت و کمیاب برای هنرمندان تولید هنری را پایه‌گذاری کردند. صنیع الملک با تأسیس اولین مدرسه نقاشی در سال ۱۲۷۸ هجری قمری در محل مجمع الصنایع هنر نوین نقاشی رنگ روغن در ایران را پایه‌گذاری کرد.

## تکنیک‌ها
رنگ اغلب با استفاده از قلم مو به سطح نقاشی منتقل می‌شد، اما روش‌های دیگری از جمله استفاده از چاقو و پارچه‌های پالت نیز وجود دارد. رنگ روغن با اکسیداسیون خشک می‌شود نه تبخیر و به همین علت معمولاً خشک شدن آن تا دو هفته طول می‌کشد البته برخی رنگ‌ها در عرض چند روز خشک می‌شوند. رنگ روغن معمولاً با روغن بذر کتان و سایر حلال‌ها مخلوط می‌شود تا رنگ نازک‌تر، سریع‌تر یا کندتر خشک شود.
آلا پریما یکی از تکنیک‌های مشهور در نقاشی رنگ روغن محسوب می‌شود.

## نمونه کارهای مشهور

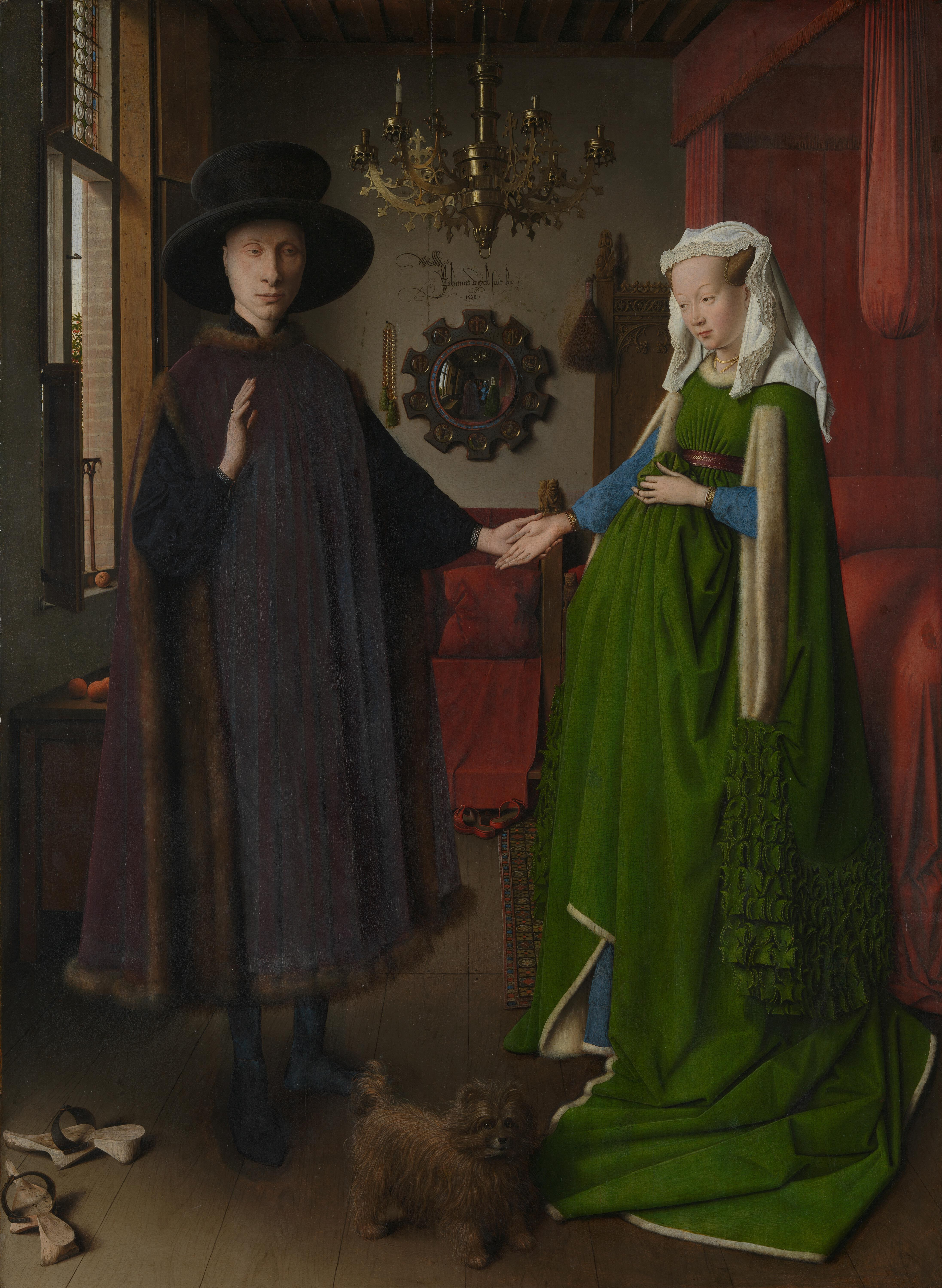
پرتره آرنولفینی, یان وان آیک،  ۱۴۳۴
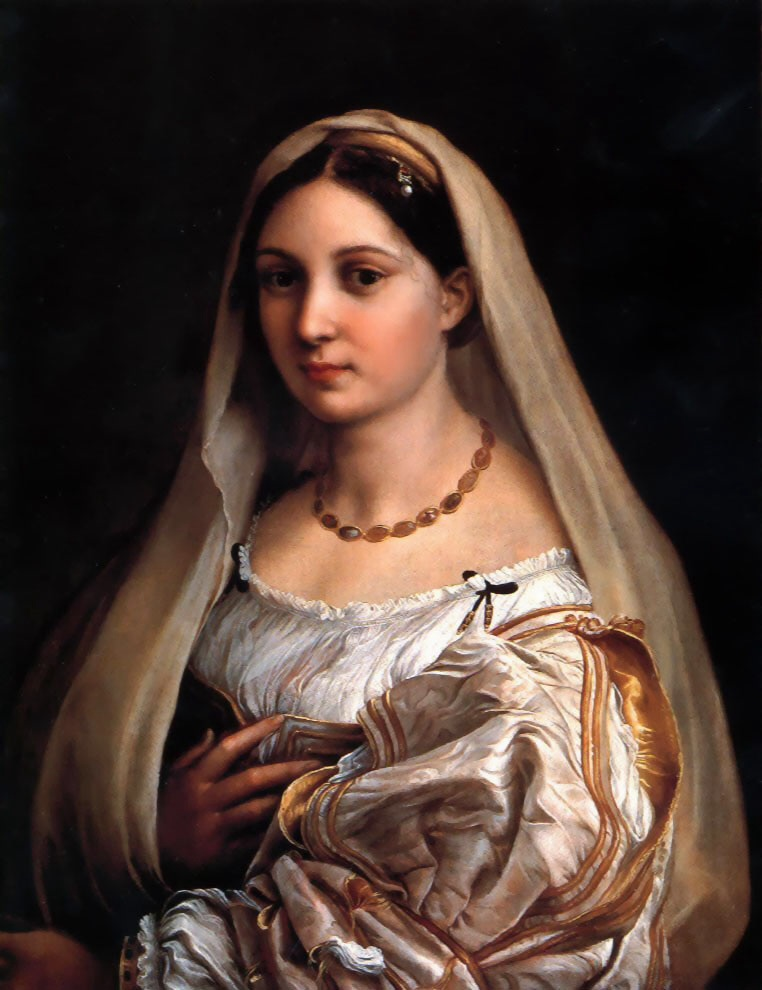
La donna velata, رافائل،  ۱۵۱۶
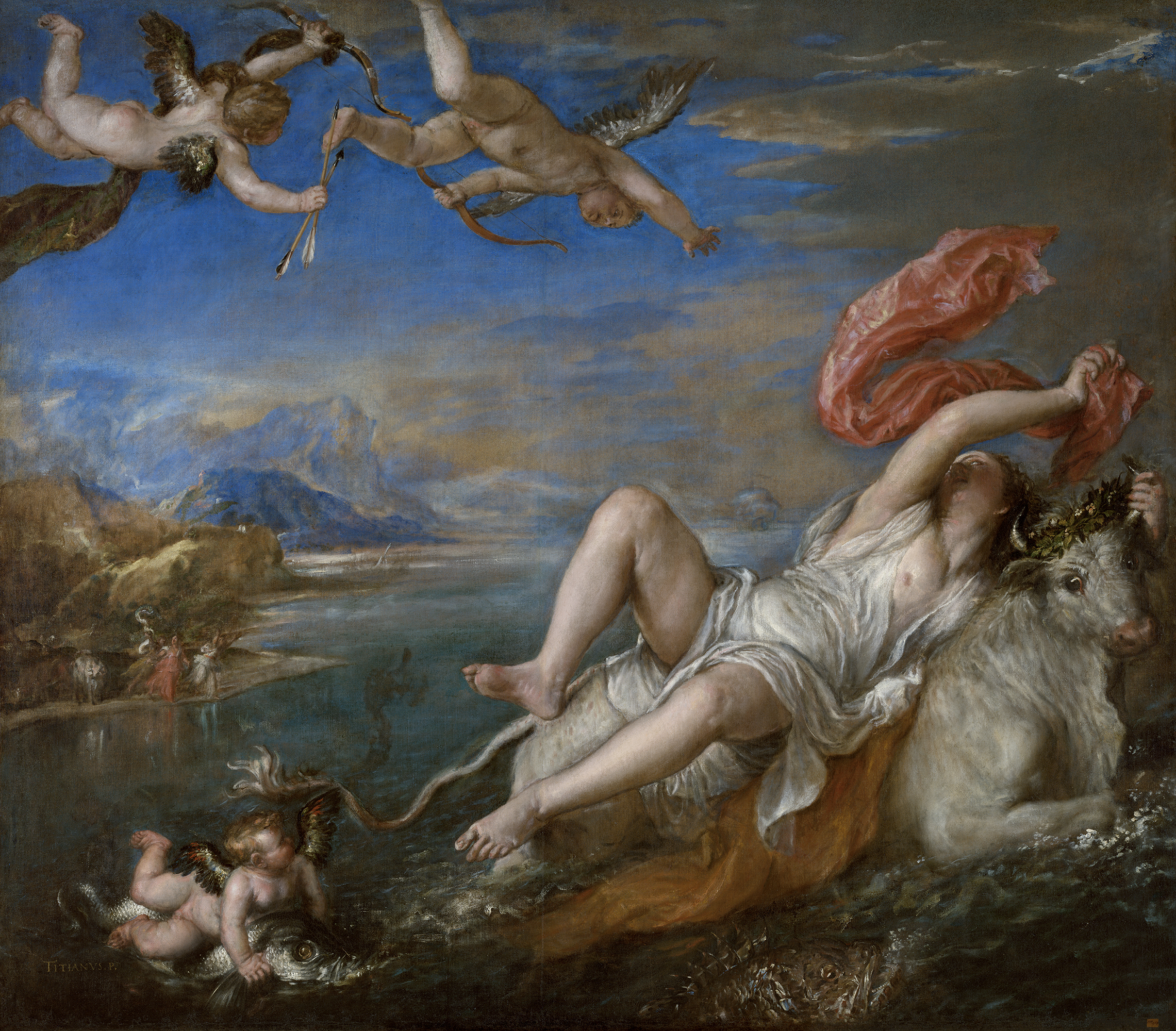
The Rape of Europa, تیتیان،  ۱۵۶۲
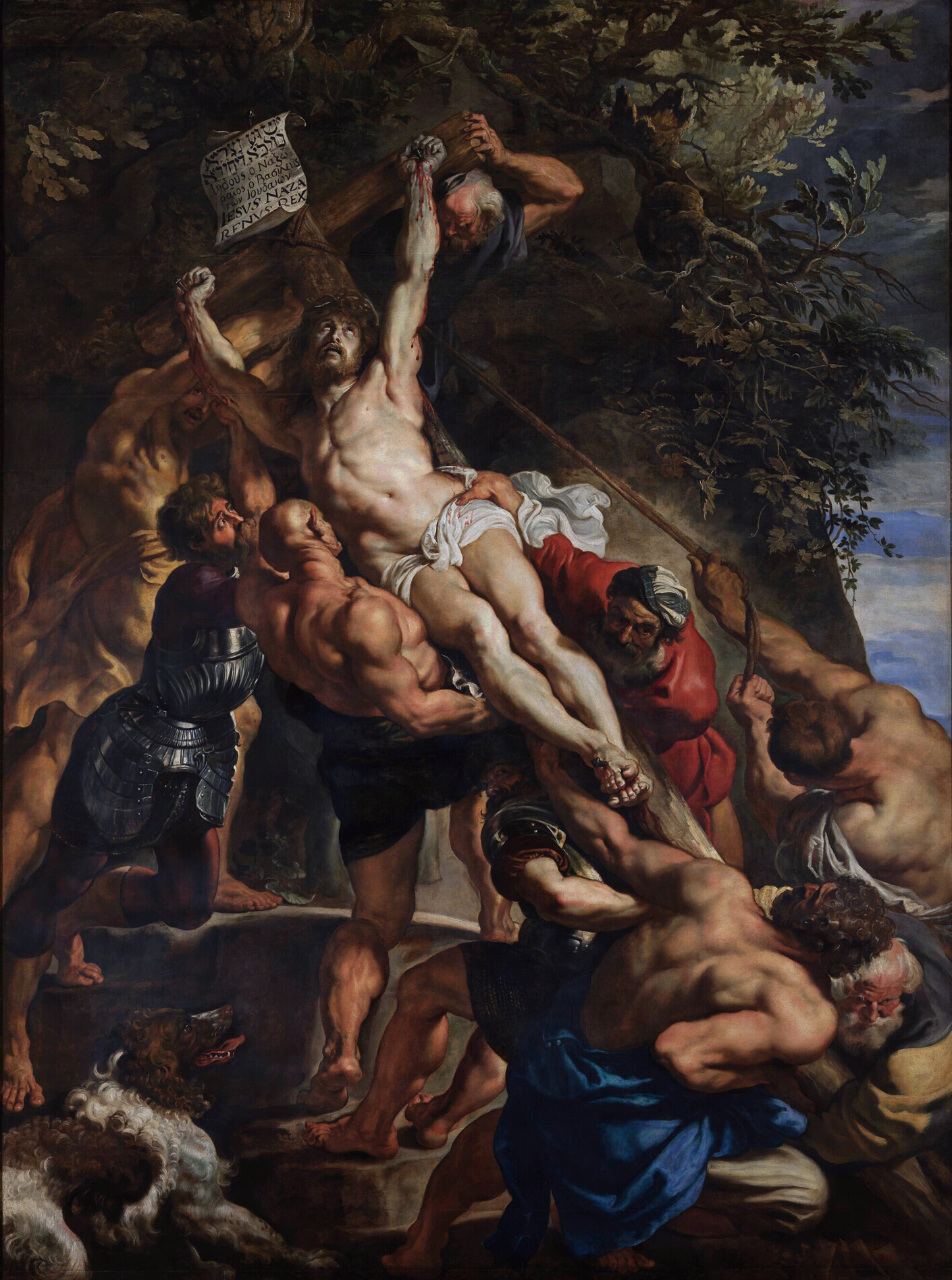
The Raising of the Cross, پتر پل روبنس،  ۱۶۱۰–۱۱
The Anatomy Lesson of Dr. Nicolaes Tulp, رامبرانت،  ۱۶۳۲
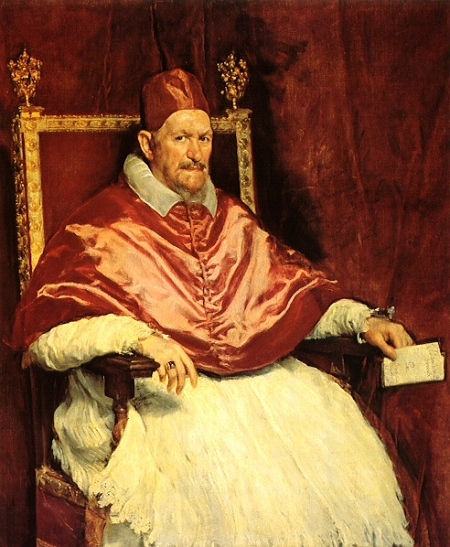
اینوسنت دهم, دیه‌گو ولاسکز،  c 1650
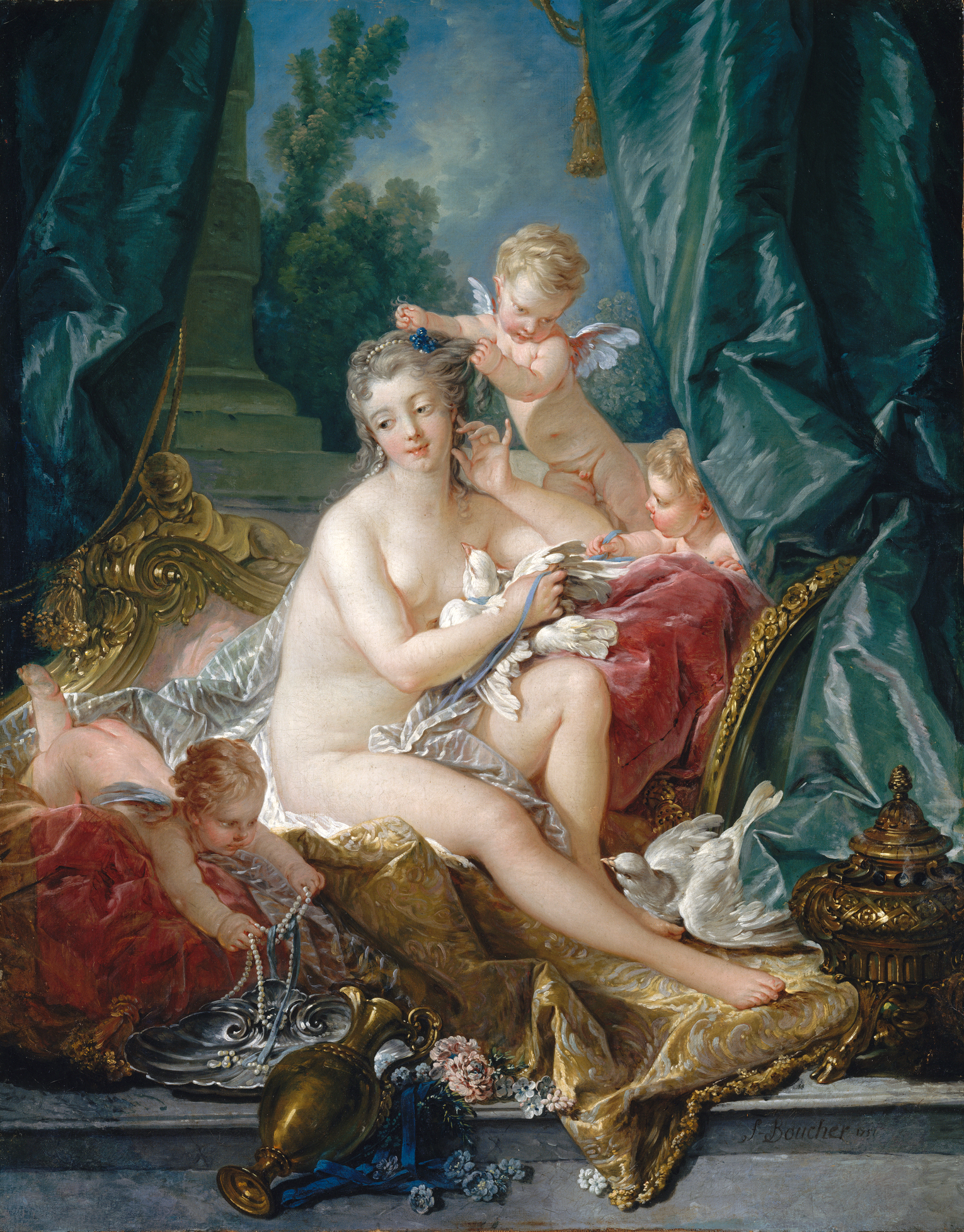
The Toilet of Venus, فرانسوا بوشه،  ۱۷۵۱
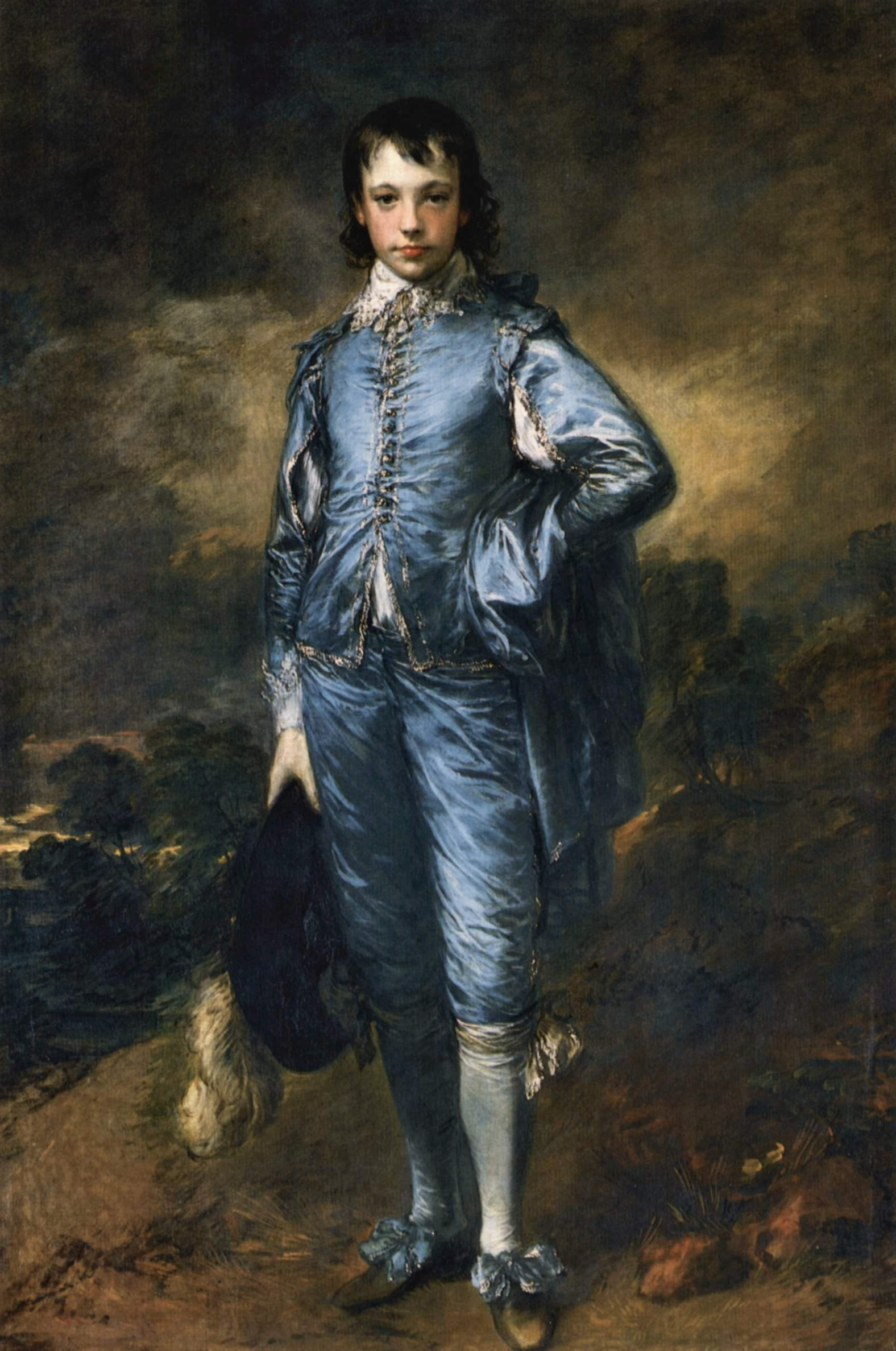
پسر آبی, Thomas Gainsborough, 1770
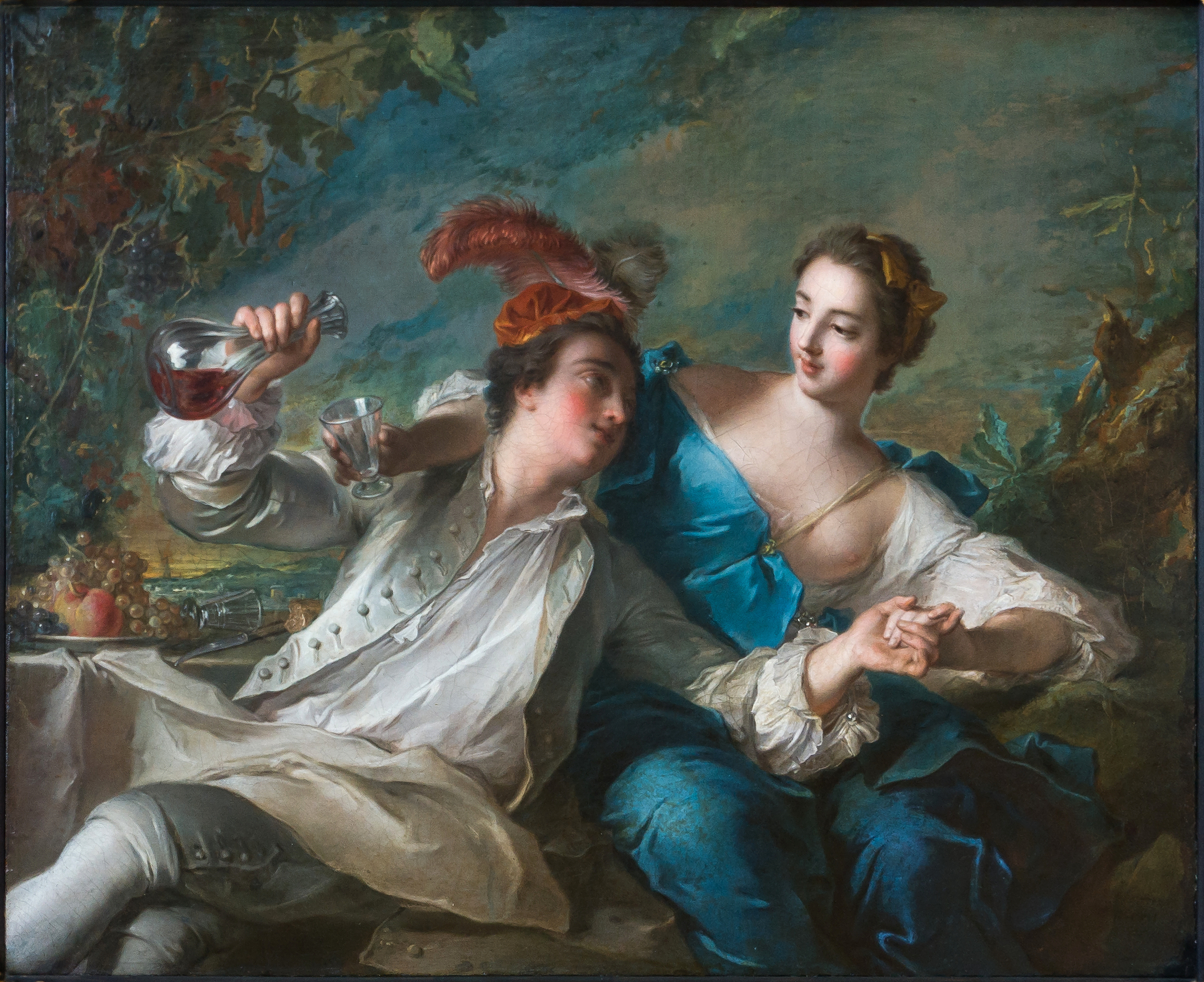
عشق, Jebulon for photograph, 1744
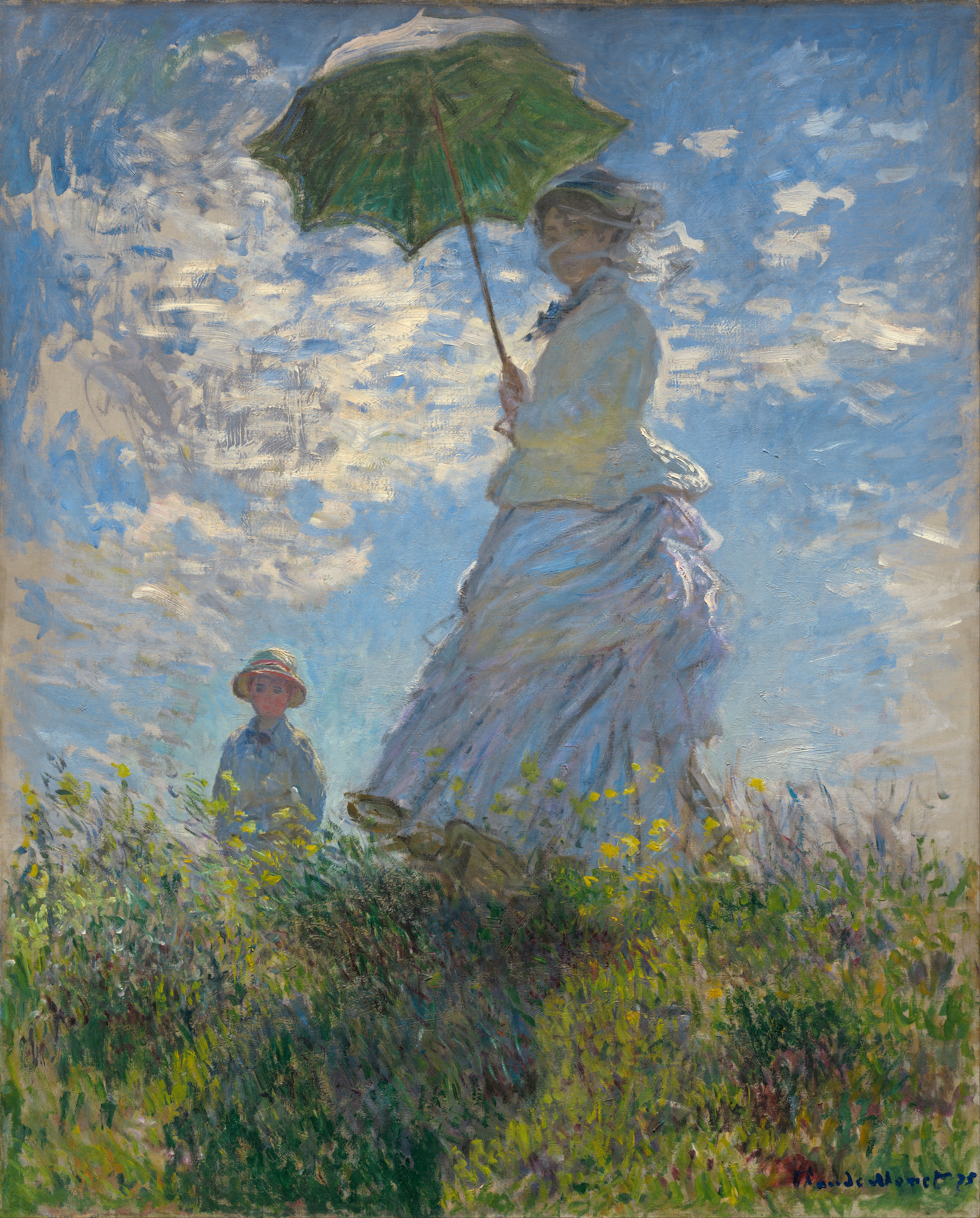
Woman with a Parasol, کلود مونه،  ۱۸۷۵
Le Moulin de la Galette, پیر آگوست رنوآر ۱۸۷۶
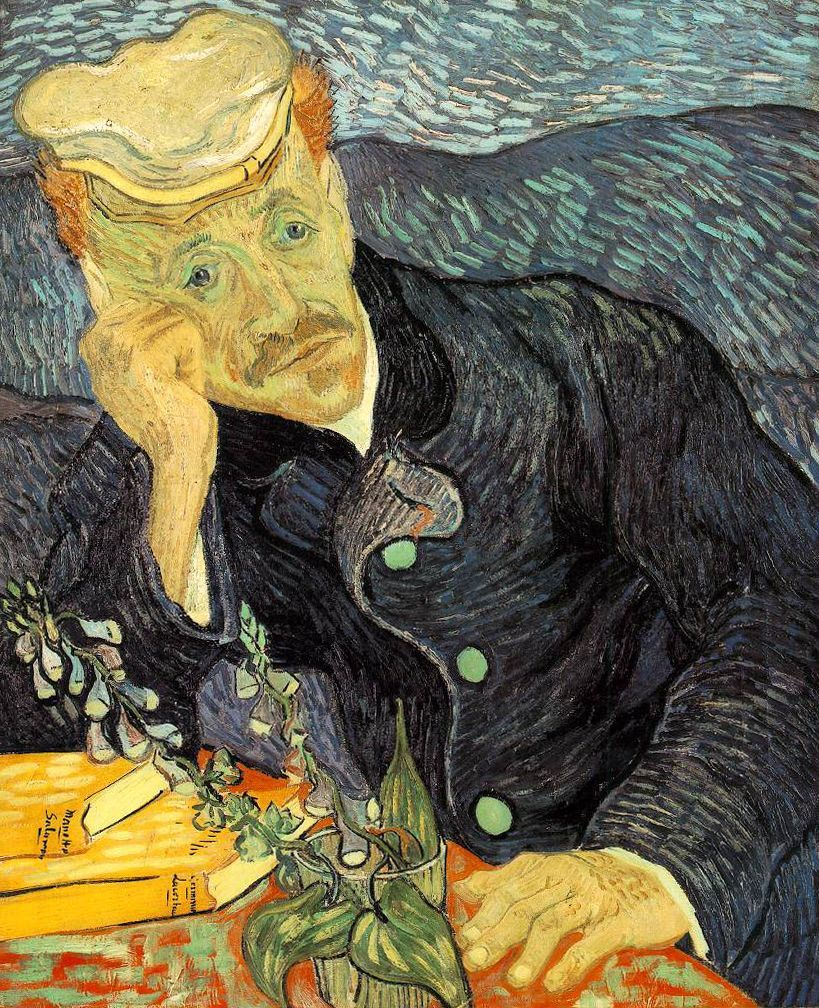
پرتره دکتر گاشه, ونسان ون گوگ،  ۱۸۹۰
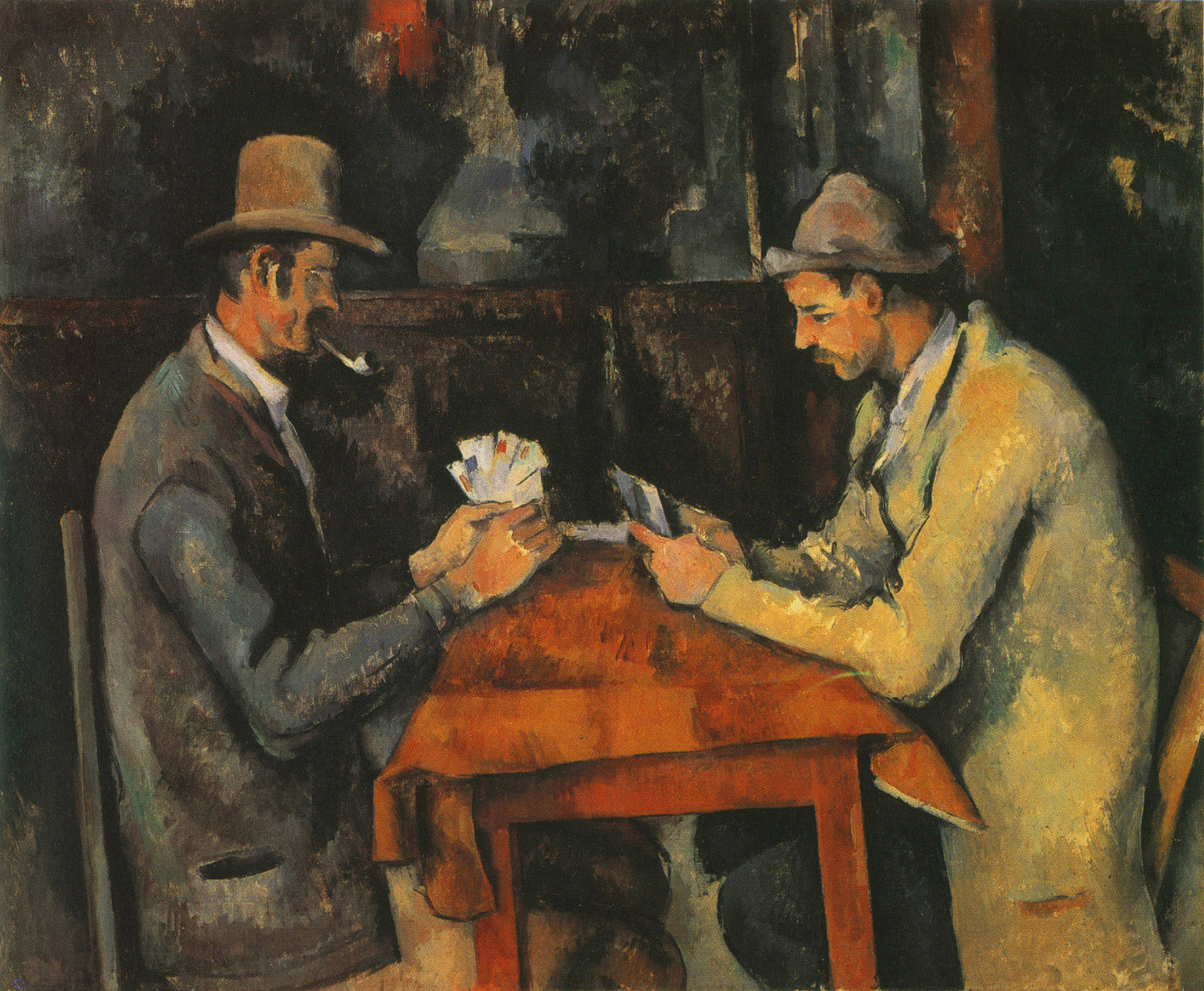
The Cardplayers, پل سزان،  ۱۸۹۲
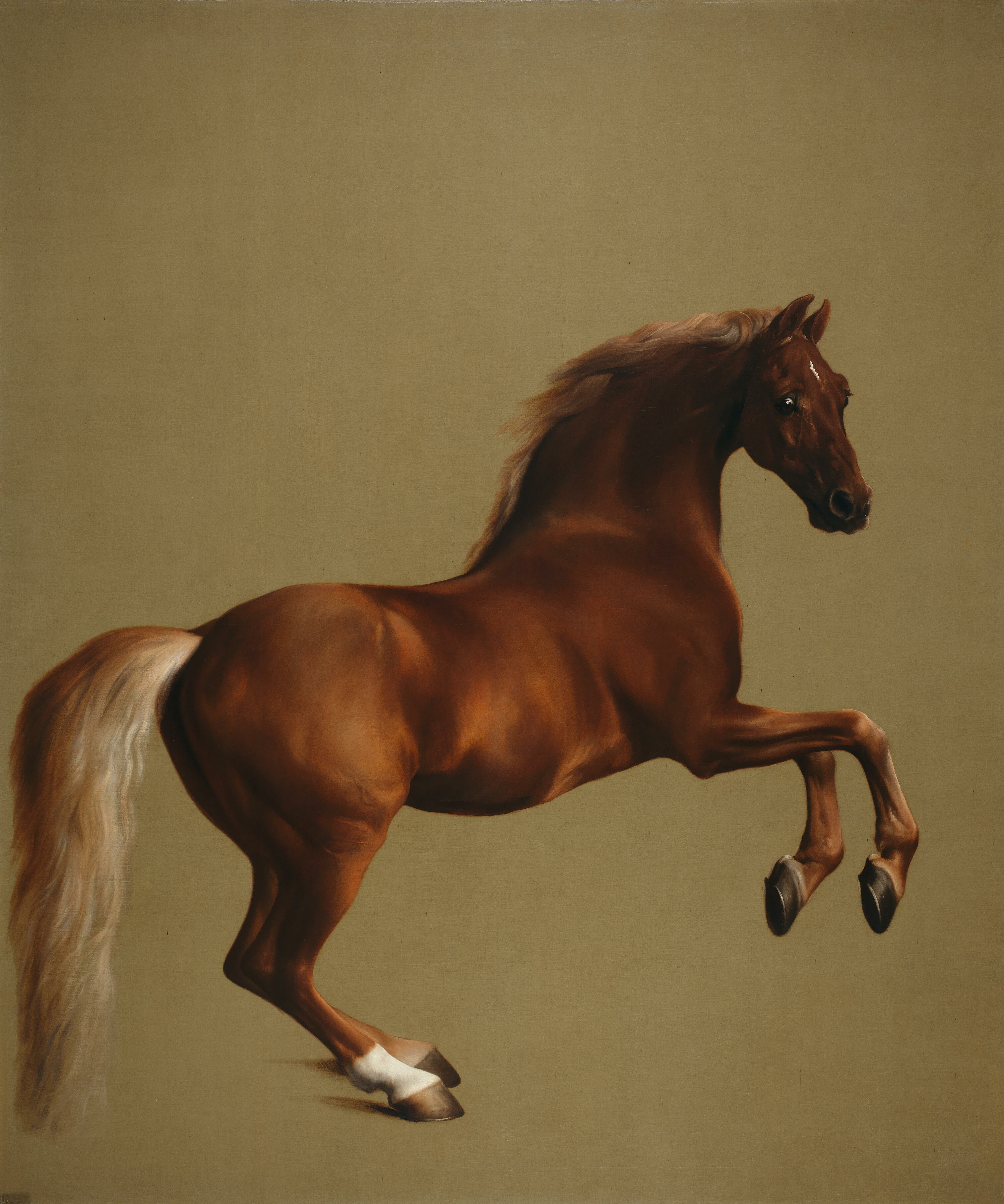
نقاشی رنگ روغن از یک اسب کهر اثر جرج استابز نقاش انگلیسی